# Stanisław Sternberg Stojałowski
Stanisław Sternberg Stojałowski (ur. 20 listopada 1856 w Tarnowie, zm. 2 lutego 1906 w Krakowie) – polski adwokat, działacz społeczny, wiceburmistrz Tarnowa.

## Życiorys
Ukończył studia prawnicze studiując na Uniwersytecie Wiedeńskim (1874–1876) i na Uniwersytecie Jagiellońskim (1876–1879), uzyskując tytuł doktora prawa na Uniwersytecie Jagiellońskim w 1884. Pracował jako adwokat krajowy w Tarnowie od 1889. W tym mieście był prezesem ochotniczej straży pożarnej. Pełnił stanowisko wiceburmistrza Tarnowa. Z kurii miast Bochnia–Tarnów pełnił mandat posła do austriackiej Rady Państwa X kadencji. W parlamencie należał do grupy posłów konserwatywnych stańczyków Koła Polskiego w Wiedniu.
2 lutego 1906 roku zmarł po dłuższej chorobie w Krakowie, w wieku 49 lat. Został pochowany na Starym Cmentarzu w Tarnowie.

## Stosunki rodzinne
Syn Józefa, adwokata w Tarnowie (zm. 1890). Dwukrotnie żonaty: z Pauliną z Simonowiczów (zm. 1894) i w 1898 z Heleną Denklerówną. Dzieci nie miał. Poprzez drugie małżeństwo posiadacz dóbr Strzelce Wielkie.